# مايك لولور
مايك لولور (بالإنجليزية: Mike Lawlor)‏ هو محامي وسياسي أمريكي، ولد في 30 ديسمبر 1956 في نيو هيفن في الولايات المتحدة. حزبياً، نشط في الحزب الديمقراطي. وقد انتخب عضو مجلس نواب كونيتيكت.